# Pinacodera platicollis
Pinacodera platicollis är en skalbaggsart som beskrevs av Thomas Say. Pinacodera platicollis ingår i släktet Pinacodera och familjen jordlöpare. Inga underarter finns listade i Catalogue of Life.